# 2002년 칸 영화제
제55회 칸 영화제는 2002년 5월 15일부터 2002년 5월 26일까지 열린 영화제이다. 사회자는 비에르지니 르도엔이다.

## 수상

### 황금종려상
- 피아니스트 - 로만 폴란스키 수상
- 달콤한 열여섯 - 케네스 로치
- 러시아 방주 - 알렉산드르 소쿠로프
- 어바웃 슈미트 - 알렉산더 페인
- 볼링 포 콜럼바인 - 마이클 무어
- 적(영어판) - 니콜 가르시아
- 취화선 - 임권택
- 아들 - 뤽 다르덴
- 돌이킬 수 없는 - 가스파 노에
- 신의 간섭 - 엘리아 술레이만
- 텐 - 압바스 키아로스타미
- 스파이더 - 데이빗 크로넨버그
- 펀치 드렁크 러브 - 폴 토마스 앤더슨
- 불확실한 원칙 - 마뇰 드 올리베이라
- 내 어머니의 미소 - 마르코 벨로치오
- 마리 조 - 로베르 구에디귀앙
- 24시간 파티하는 사람들 - 마이클 윈터바텀
- 전부 아니면 무 - 마이크 리
- 과거가 없는 남자 - 아키 카우리스마키
- 임소요 - 지아장커
- 데몬러버 - 올리비에 아사야시
- 케드마 - 아모스 기타이

### 심사위원대상
- 과거가 없는 남자 - 아키 카우리스마키 수상

### 감독상
- 펀치 드렁크 러브 - 폴 토마스 앤더슨 수상
- 취화선 - 임권택 수상

### 각본상
- 달콤한 열여섯 - 폴 래버티 수상

### 여우주연상
- 과거가 없는 남자 - 카티 오우티넨 수상

### 남우주연상
- 아들 - 올리비에 구르메 수상

### 심사위원상
- 신의 간섭 - 엘리아 술레이만 수상

### 명예 황금종려상
- 우디 앨런 수상

### 55주년 특별기념상
- 볼링 포 콜럼바인 - 마이클 무어 수상

### 시네파운데이션
- 허니문 - 박성진
- 초겨울 점심 - 강병화
- 리퀘스트 - 박진오

### 비평가주간
- 죽어도 좋아 - 박진표